# Бањере (Долина Аосте)
Бањере је насеље у Италији у округу Долина Аосте, региону Долина Аосте.
Према процени из 2011. у насељу је живело 108 становника. Насеље се налази на надморској висини од 649 м.